# صفرو
صفرو یکی از شهرهای کشور مراکش است.